# Brüningbrunnen
Der Brüningbrunnen in Frankfurt-Höchst wurde im Jahr 1916 eingeweiht. Er steht in der Nordost-Ecke des Höchster Marktes, nordöstlich von der Justinuskirchstraße und nordwestlich von der Melchiorstraße begrenzt. Er ehrt den Bürger Adolf von Brüning und seine Frau, die in der Stadt die Höchst-Werke geschaffen hatten und wohltätig waren.

## Geschichte
Die Stadtverwaltung von Höchst am Main hat Anfang des 20. Jahrhunderts für ihren Ehrenbürger Adolf von Brüning, Mitbegründer der Hoechst AG, und seine Frau Clara, einen Schmuckbrunnen in Auftrag gegeben. Den Entwurf lieferte der Architekt Karl Wach im Jahr 1904. Nach dessen Plänen schufen die Bildhauer Johann Belz und Phillip Hermann Leonhard das Werk.
Am 24. September 1910 wurde der Brunnen auf dem Höchster Schloßplatz enthüllt. Im Sommer 1938, in der Zeit des Nationalsozialismus, wurde er vom Schloßplatz in die Nordost-Ecke des Höchster Marktes umgesetzt und blieb seitdem dort. Lange Jahre war die Brunnenanlage abgeschaltet. Durch eine private Spende konnte der Brunnen im Herbst 2011 saniert und mit einer neuen Wasserleitung versehen werden.
Trotz der Reparatur und Ingangsetzung sprudelt der Brunnen nicht zuverlässig und wird häufig als Abfallbehälter missbraucht. Er bräuchte dringend eine Grundsanierung. Engagierte Bürger aus dem Geschichtsverein Höchst haben dazu auch schon konkrete Vorschläge unterbreitet.

## Beschreibung
Der massive mehretagige Brunnen besteht aus hellem Kalkstein und hat eine Kuppelform. Der Pavillon ruht auf einem runden flachen Postament und ist mit zeittypischen Motiven im Jugendstil und Historismus geschmückt. Das Wasserbecken wird von Wasserspeiern in Form von Löwenköpfen gefüllt und Allegorien für Handel, Chemie, Industrie und Forschung finden sich auf den jeweiligen Vorderseiten. Im Zentrum bildet ein Gedenkblock mit Bronzereliefs und dem Doppelporträt des Ehepaars Brüning mit Szenen ihres wohltätigen Wirkens den Brunnenstock. Die am Brunnen angebrachten Bronzetafeln enthalten die Inschrift:
„Dem um die Entwicklung der Stadt und das Wohlergehen ihrer Bewohner hochverdienten Mitbegründer der Höchster Farbwerke Dr. Adolf von Brüning 1837–1894 und seiner Ehefrau Clara geb. Spindler 1846–1909, der Freundin der Stadt und ihrer Armen, errichteten diesen Brunnen zum immerwährenden ehrenden Gedächtnis die dankbaren Bürger der Stadt Höchst a.M. - A.D. MCMX.“